# 庄内川

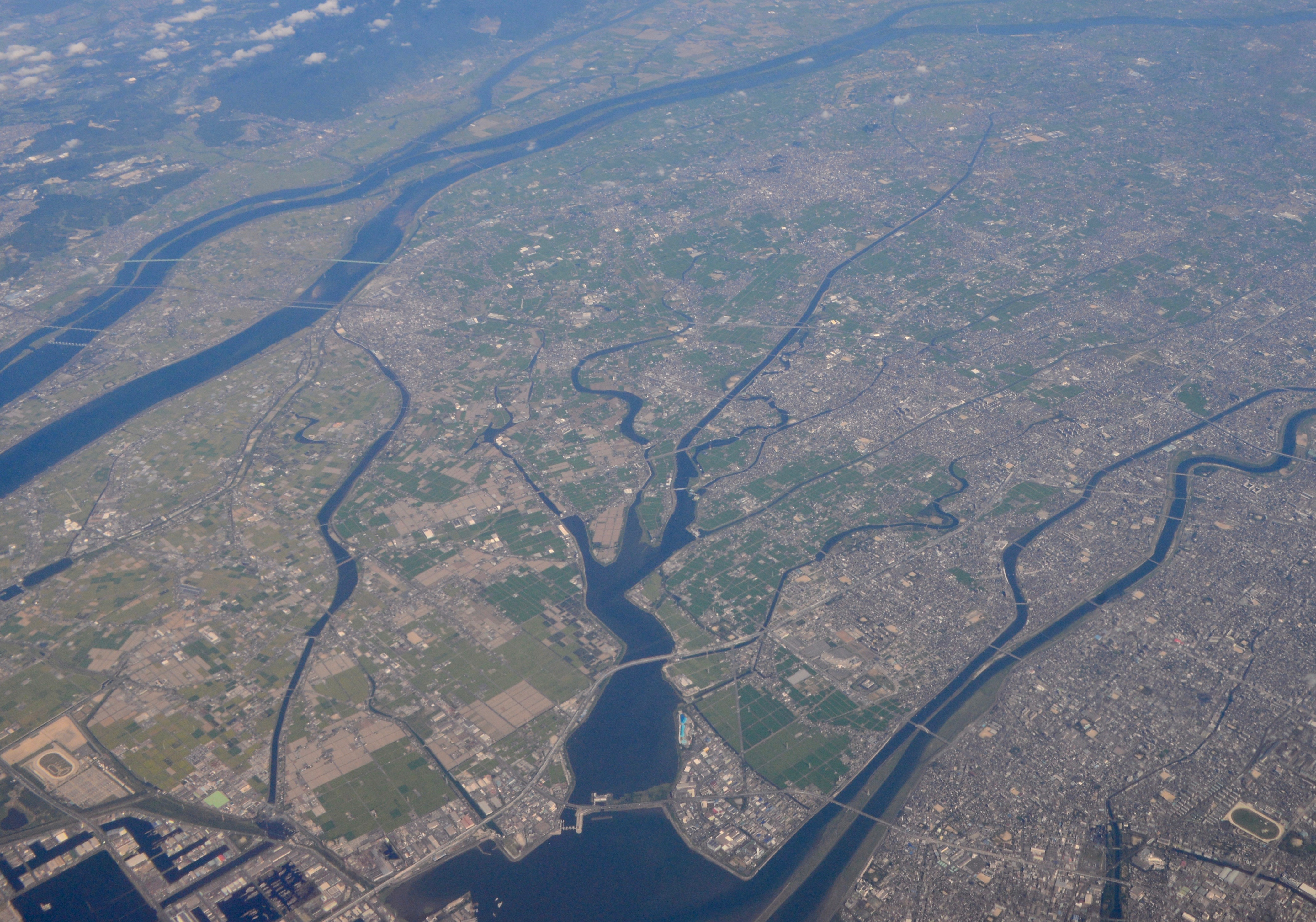
伊勢湾からみた河口部付近。中央が日光川で、庄内川・新川は日光川の東側。奥に木曽三川。

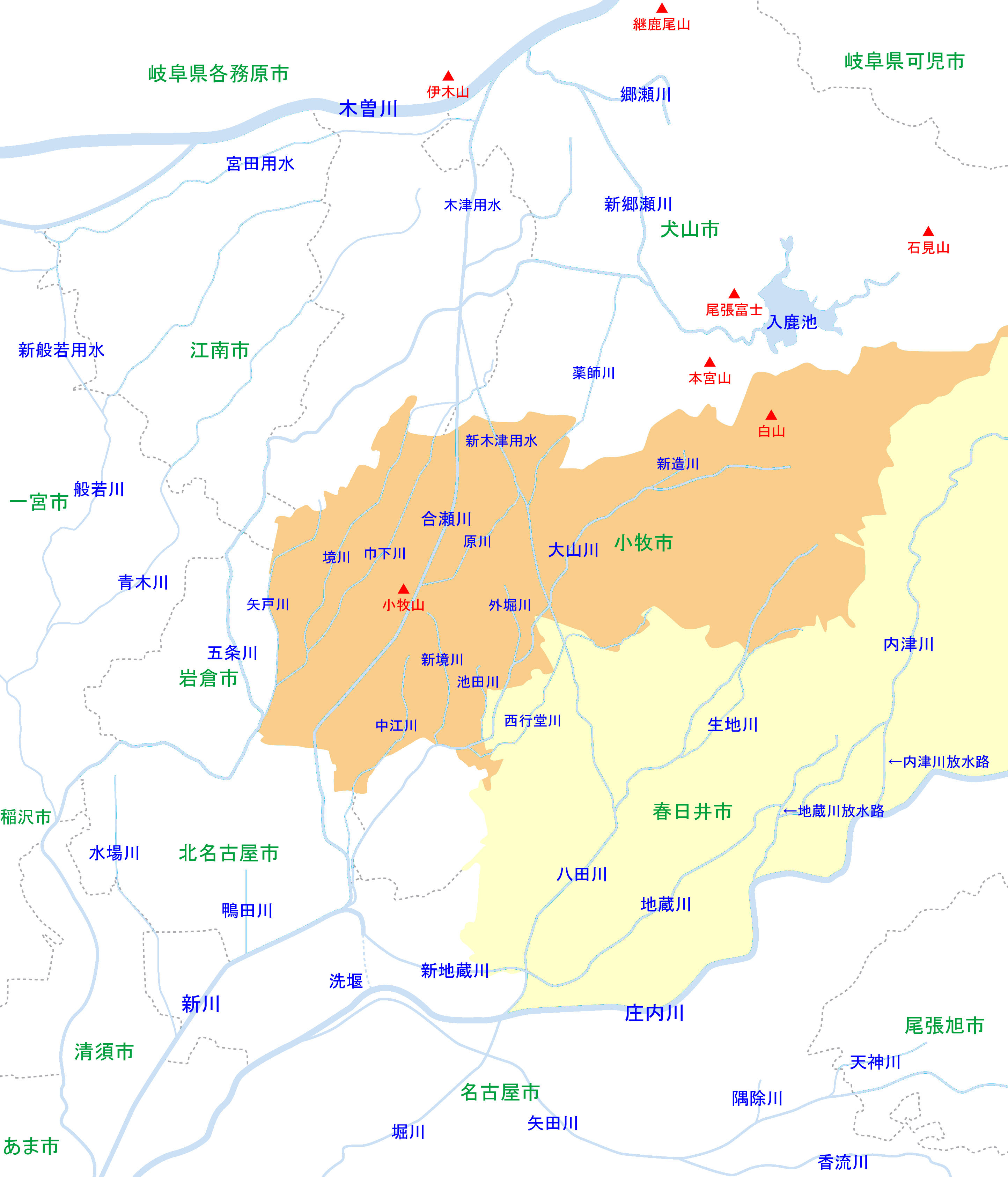
小牧市・春日井市周辺河川の位置関係図

庄内川（しょうないがわ）は、岐阜県南東部および愛知県北西部を流れ、伊勢湾（名古屋港）に注ぐ河川。一級水系庄内川の本流である。岐阜県内では、「土岐川」と呼ばれている。岐阜・愛知県境の諏訪大橋から下流の玉野渓谷区間では「玉野川」と呼ばれることもある。

## 地理

### 流域の概要
水源は、岐阜県恵那市の夕立山。
瑞浪、土岐、多治見の盆地を流れ、愛知・岐阜県境の玉野渓谷を抜けて、春日井市高蔵寺で濃尾平野に出る。名古屋市港区で伊勢湾に注ぐ。途中、瑞浪市で小里川、土岐市で妻木川、多治見市で笠原川、名古屋市西区で矢田川を合流する。
濃尾平野に出る付近には庄内川本川には扇状地が見られず、支川の内津川のみにわずかに形成されている。下流域では名古屋市旧市街地を洪水から守るために、「洗堰」と呼ばれる越流堤や小田井遊水地（庄内緑地公園）などの遊水地を旧市街地の反対側に整備している。新川も、そうした庄内川氾濫対策の一つとして整備されたものである。河口域には藤前干潟等の豊かな河川環境も残されている。
清須市における「庄内川の水辺環境を活かした官民協働のまちづくり」で、平成24年度国土交通省手づくり郷土賞。

### 地形
庄内川は、夕立山の水源から北西に流れ、その後南西に流れを転じ、屏風山断層に並行して標高200～300メートルの丘陵地を刻むように流れる。瑞浪、土岐、多治見の盆地（東濃盆地）の間は、峡谷を刻んでいる。高蔵寺から下流は瀬戸層群の段丘地形に囲まれ、名古屋市北部から下流は低平地が広がっている。また、庄内川下流域は濃尾平野の海抜ゼロメートル地帯となっている。

## 歴史

### 名称

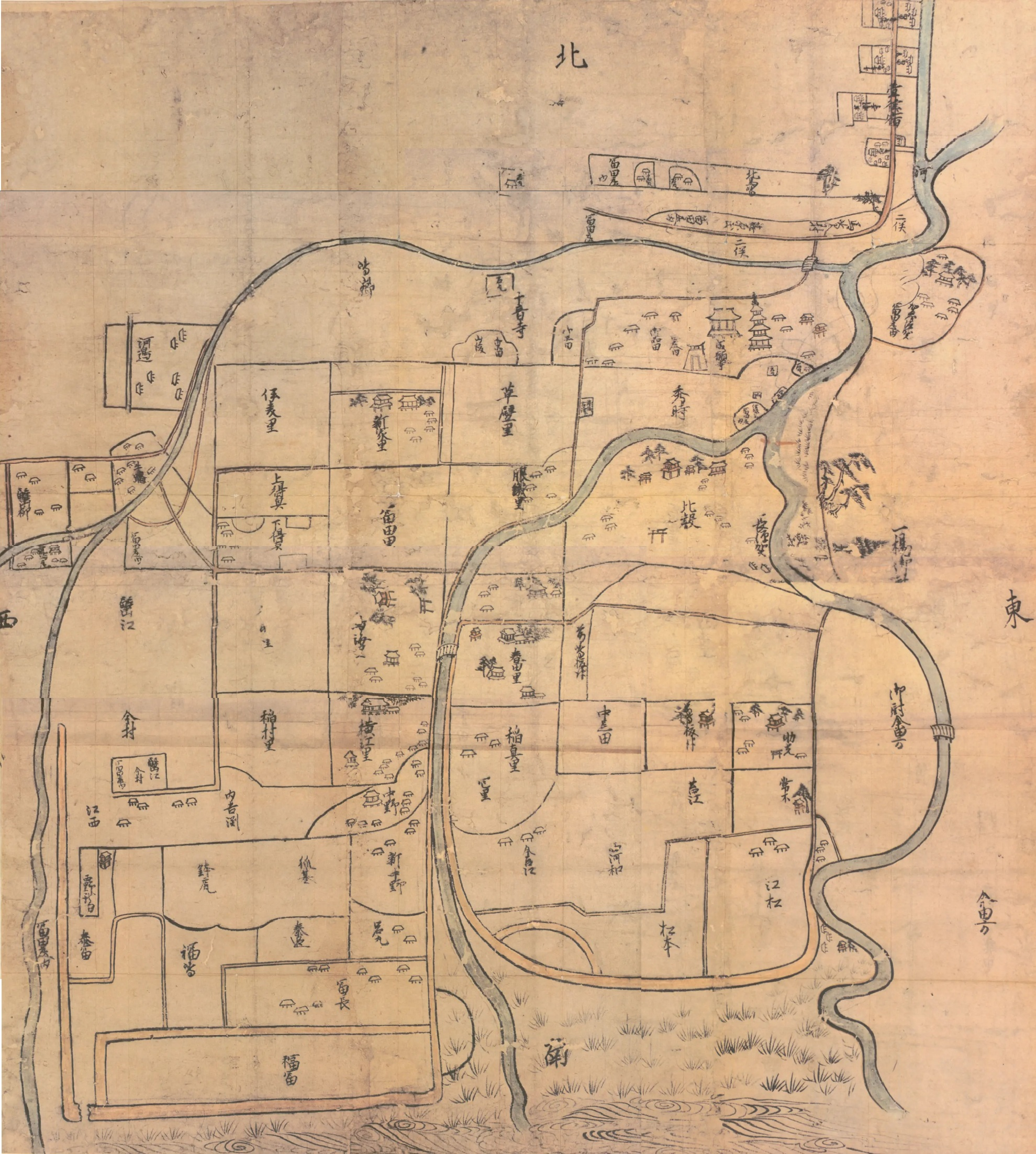
『富田庄絵図』には鎌倉時代後期の庄内川の様子が描かれている（絵図の最も東を流れる河川）。この時代の名古屋市中川区付近では庄内川を「御厨川」と呼んでいたという。

庄内川は江戸期まで「土岐川」「玉野川」「勝川」「枇杷島川」「番場川」「一色川」「御厨川」など沿川の地名で呼ばれており、一貫した呼び名はなかった。安食庄、山田庄、稲生庄、富田庄、一楊御厨など多くの荘園内を流れる川ということで、「庄内川」と呼ばれるようになったと考えられる。明治になり、愛知県内では各地の異なった名称を統一し、「庄内川」という名称に定められた。ただし上流部の岐阜県内では、現在でも「土岐川」と呼ばれている。
庄内川は奈良時代以降、郡境界や荘園境界として用いられることが多くあった。1143年（康治2年）の『安食荘立券文』（醍醐寺文書）では春日部郡安食庄の南限を「山田郡堺河」としており、春日井郡と山田郡の境界が庄内川であったらしい。また海東郡富田庄と愛知郡一楊御厨の境界も庄内川であったが、14世紀には流路変化の影響で両荘園で境界を巡り争論が起きたことが知られている（富田庄絵図）。

### 武衛堤
庄内川右岸の現北名古屋市周辺の地域には、後に五条川・合瀬川・大山川となる河川が合流しながら流れていた。当時の尾張国の中心地であった清須は、これら河川の庄内川合流点の西側にあり、1300年代までは豪雨のたびに合流点付近で氾濫して西方の村に流れ込んでいた。
室町時代の1400年（応永7年）に尾張守護大名となった斯波義重は、就任するとまずこの地域の水害対策に取り組んだと考えられる。具体的な建造時期や規模は不明ながらも、応永年間のうち（1428年まで）に庄内川右岸から五条川左岸に至る約7kmほどの長さの堤防を築いたとされ、この堤防は義重が当主であった斯波氏武衛家から「武衛堤（ぶえいづつみ）」と呼ばれる。
武衛堤によって大山川・合瀬川などが大きく流れを変えられたことで清須は水害から開放され、後に近隣の大規模な水田開発へと繋がる。その一方で庄内川本川には枇杷島付近で合流する矢田川支川の瀬戸川からの送流土砂による河床上昇や、この付近の狭窄部の存在によって疎通不良が生じており、時代を経ると枇杷島よりも上流側で庄内川に合流する大山川・合瀬川でも排水が滞るようになり、庄内川合流点手前（現在の大我麻町・喜惣治）には「大蒲沼」と呼ばれる低湿地の湖沼地帯が生じることとなった。

### 御囲禍堤と新川

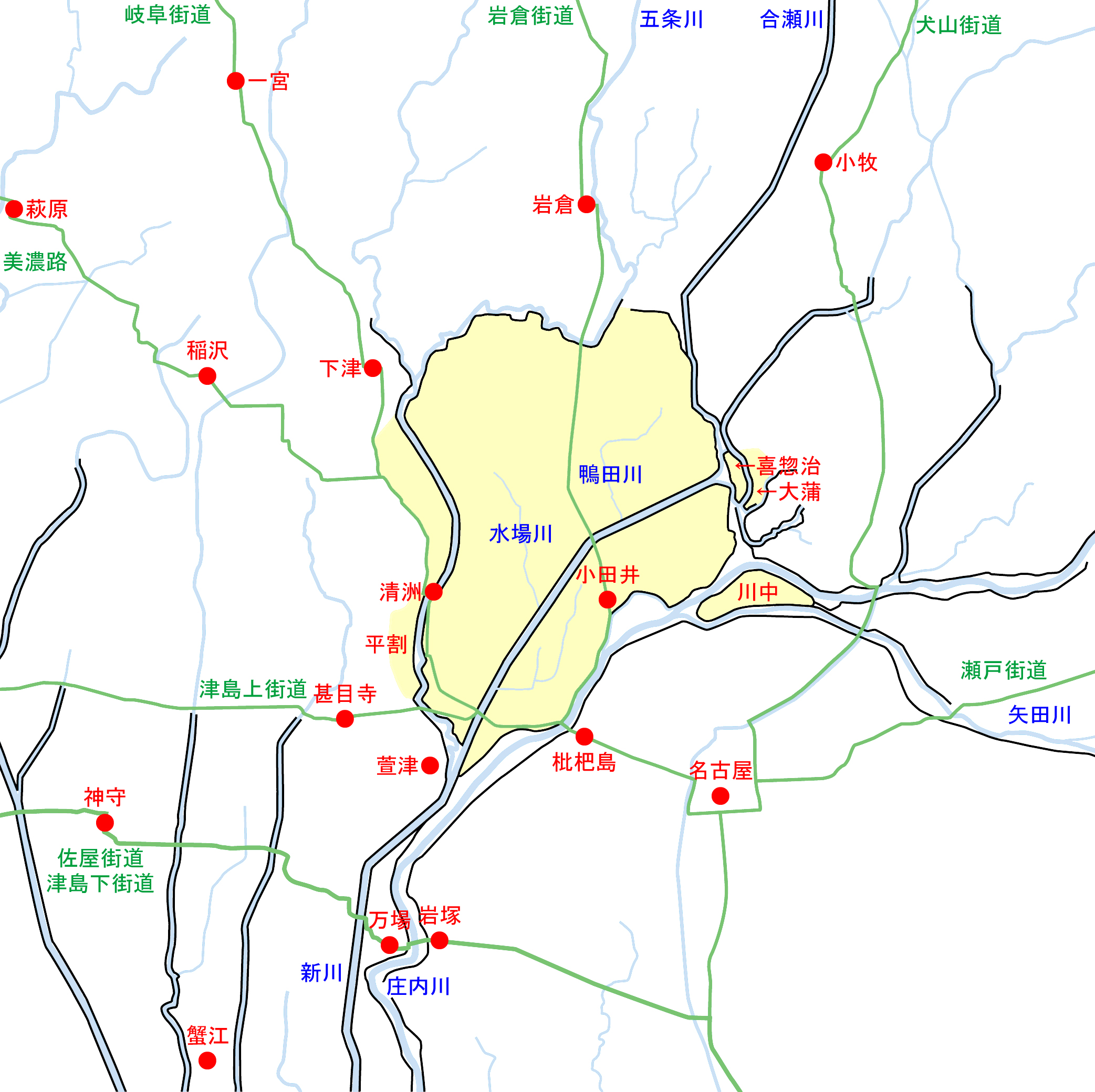
庄内川・新川流域の輪中の分布（黄着色部が輪中）。黒線は堤防、緑線は主要な街道などを意味するが、街道が堤防を通る場合は緑線で表示。赤字は主要な地名など。

1609年（慶長14年）に名古屋城への遷府が決定されると庄内川左岸の洪水対策が施されるようになる。尾張藩を護るために木曽川左岸に「御囲堤」が築かれたのに続き、1614年（慶長19年）に名古屋城を護るために庄内川左岸にも「御囲禍堤」と呼ばれる堤防が完成するが、御囲堤によって右岸・美濃国側で水害が増加したように、御囲禍堤でも右岸の地域に水害が集中した。
1779年（安永8年）の水害の直後、清洲の村を中心として尾張藩に対する水害防止の嘆願運動が始まる。これを受けて合瀬川沿いの地域から伊勢湾までを庄内川と並行する新川の開削と、新川と庄内川の間に洗堰を設置することが決定され、1787年（天明7年）に完成した。新川の一部には既存の排水路が利用され、開削された地域には生産性の低い島畑の地域が選ばれた。なお、新川の堤防は庄内川とは逆で右岸側が高く作られており、狭小な庄内川と新川の間の地域を氾濫原とすることで被害を軽減しようと考えられたものと推察されている。

### 輪中の形成
大蒲沼は瀬戸川からの送流土砂の影響により陸地化が進行し、新川開削以前の1693年（元禄6年）から新田開発が行われた。1763年（宝暦13年）に大山川西側の喜惣治輪中が、1820年（文政3年）に大山川東側の大蒲輪中が完成した。
新川の開削によって庄内川右岸の地域の水害は減少したが、庄内川本川・新川・五条川などに排水する地域では内水氾濫による被害に直面することとなり、小田井輪中・水場川輪中・鴨田川輪中を結成して水害に対処していった。これらの地域では岩倉街道などの街道が堤防の役割を担った箇所もあり、街道を貫く水路建設が禁止されたためになおさら排水を困難とした。

### 水害の歴史
庄内川流域では、昔から洪水により浸水被害を被ってきた。
- 1779年（安永8年）8月 - 新川開削と洗堰築造のきっかけとなる大洪水が発生。
- 1839年（天保10年）8月 - 高蔵寺（春日井市）地内の堤防決壊。
- 1896年（明治29年）9月 - 高蔵寺、勝川（春日井市）、瀬古（名古屋市守山区）地内で破堤。赤痢が大流行。
- 1906年（明治37年）7月 - 志段味（名古屋市守山区）、大留（春日井市）、桜佐（春日井市）、勝川、瀬古地内で破堤。
- 1911年（明治44年）9月 - 高蔵寺地内で破堤。
- 1934年（昭和9年）9月 - 室戸台風。
- 1957年（昭和32年）9月 - 秋雨前線の活動により多治見市中心部のほとんどの家屋が浸水。被災家屋22,428戸（愛知県）、4,540戸（岐阜県）。
- 1959年（昭和34年）9月 - 伊勢湾台風。庄内川・新川の13ヶ所が破堤。被災家屋140,569戸（愛知県）、6,227世帯（岐阜県）。
- 1971年（昭和46年）9月 - 台風29号により、庄内川上流圏域で河川が氾濫。床上浸水19棟、床下浸水753棟。[15]
- 1972年（昭和47年）6月 - 梅雨前線の活動により、上流域での被害甚大。死者6名。被災家屋832棟（愛知県）、1,515棟（岐阜県）。
- 1975年（昭和50年）7月 - 梅雨前線の活動により、被災家屋10,315棟（愛知県）、107棟（岐阜県）。
- 1976年（昭和51年）9月 - 台風17号により、床上浸水1,327棟。被災家屋8,713棟（愛知県）。
- 1983年（昭和58年）9月 - 台風10号と秋雨前線の活動により、出水。被災家屋7,871棟（愛知県）、164棟（岐阜県）。
- 1988年（昭和63年）9月 - 熱帯低気圧と秋雨前線の活動により、上流域で浸水被害、洗堰からも越流。被災家屋1,896棟（愛知県）、94棟（岐阜県）。
- 1989年（平成元年）9月 - 台風22号により、上流域で浸水被害。被災家屋84棟（愛知県）、571棟（岐阜県）。
- 1991年（平成3年）9月 - 台風18号と秋雨前線の活動により、内津川などが破堤。JR春日井駅等が冠水した。[15]床上浸水1,722棟。被災家屋6,440棟（愛知県）、16棟（岐阜県）。
- 1999年（平成11年）6月 - 梅雨前線の活動（平成11年6月豪雨）により、上流部で床上浸水31棟。被災家屋1棟（愛知県）、120棟（岐阜県）。
- 2000年（平成12年）9月 - 台風14号により、新川が決壊。名古屋市、北名古屋市、清須市等で浸水被害（東海豪雨）。被災家屋34,041棟（愛知県）、8棟（岐阜県）
- 2011年（平成23年）9月 - 台風15号により、志段味地内で越水。支川では内津川、八田川、地蔵川等で越水。地蔵川沿川では400棟以上が浸水。[15]

### 治水事業の歴史

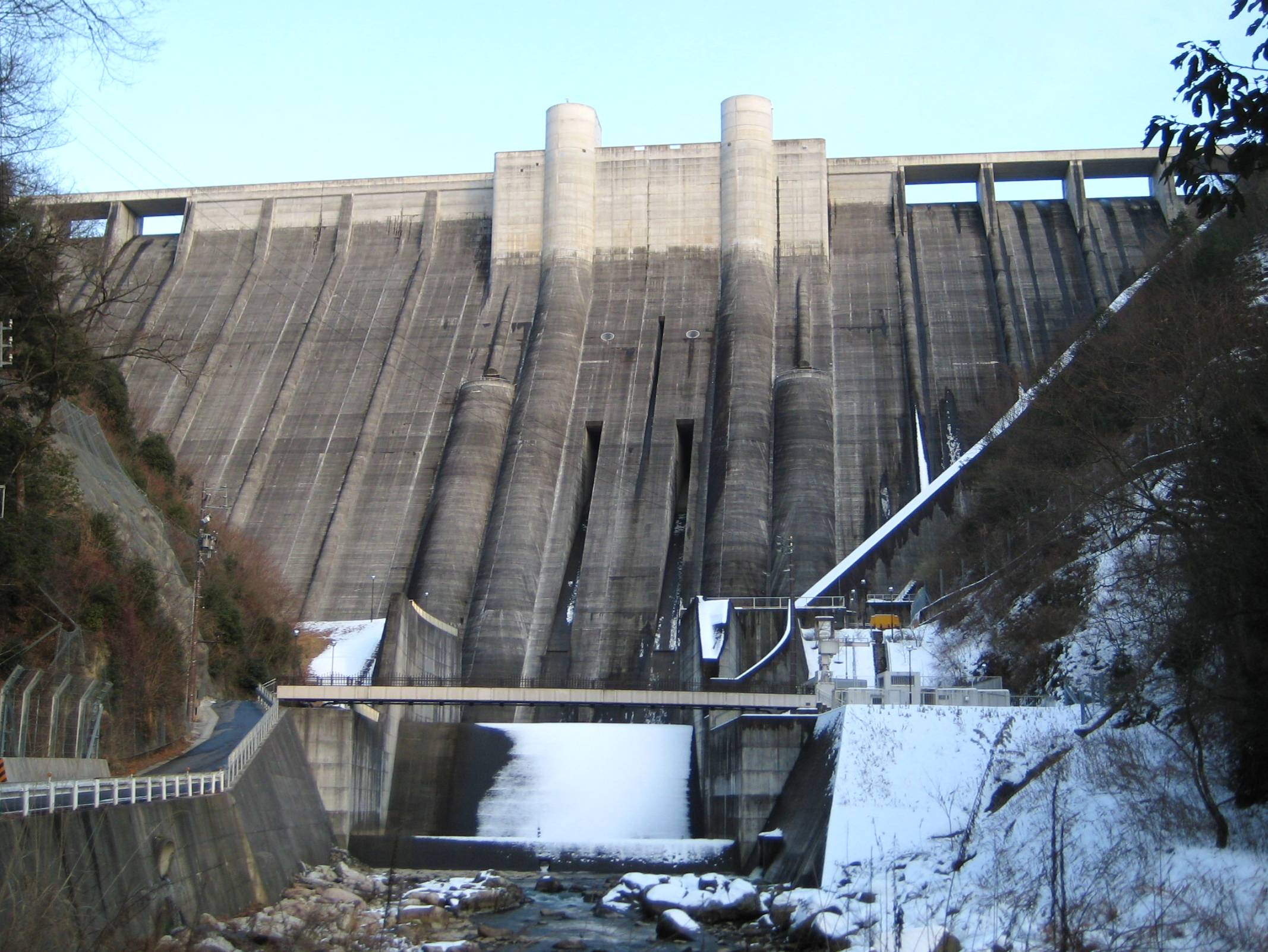
小里川ダム

先述の経緯から、治水事業も頻繁に行われてきた。
- 1614年（慶長19年）- 徳川家康の名古屋築城に伴う治水事業で、現在の堤防位置に大半の堤が完成する。
- 1784年（天明4年）- 「天明の治水」により、新川洗堰を築造、分派し、庄内川とほぼ並行して伊勢湾に至る新川を開削。
- 1917年度（大正7年度） - 愛知県による改修事業着手。
- 1932年度（昭和7年度） - 岐阜県による改修事業着手。
- 1932年度（昭和7年度） - 矢田川の河道付替完成。
- 1936年度（昭和11年度） - 多治見市脇之島地区の河道付替完成。
- 1937年度（昭和12年度） - 直轄砂防事業着手。
- 1942年度（昭和17年度） - 直轄改修事業着手。
- 1950年度（昭和25年度） - 愛知県による改修事業着手。
- 1958年度（昭和33年度） - 枇杷島「中島」の撤去完成。疎通能力が増強される。
- 1963年度（昭和38年度） - 昭和34年9月の伊勢湾台風を受けた、伊勢湾等高潮対策事業で高潮堤完成。
- 1969年（昭和44年）3月 - 一級水系に指定。同4月、大臣直轄区域指定。
- 1969年度（昭和44年度） - 庄内川水系工事実施基本計画。
- 1975年度（昭和50年度） - 庄内川水系工事実施基本計画改定（施行）。
- 1989年度（平成元年度） - 小田井遊水地概成。
- 1999年度（平成11年度） - 同年6月の洪水を受け、土岐川河川災害復旧等関連緊急事業着手。
- 2000年度（平成12年度） - 東海豪雨を受け、庄内川・新川河川激甚災害対策特別緊急事業着手。
- 2003年度（平成15年度） - 土岐川河川災害復旧等関連緊急事業完成。
- 2004年（平成16年）3月 - 小里川ダム竣工。[16]
- 2004年度（平成16年度） - 庄内川河川激甚災害対策特別緊急事業完成。
- 2005年（平成17年）11月 - 庄内川水系河川基本整備方針の策定。
- 2008年（平成20年）3月 - 庄内川水系河川基本整備計画の策定。[17]

## 河川環境

### 水質
庄内川の水質は、昭和20年代から40年代にかけて、陶磁器原料、釉薬生産、製紙工場等の排水や、生活雑排水の流入により悪化した。その後、昭和45年に制定された水質汚濁防止法の排水規制や下水道整備により改善され、環境基準の類型の変更が行われてきた。現在、水質は改善しつつあり、BODは概ね環境基準を満たしているものの、環境基準の類系指定が、庄内川下流域、矢田川ではD類型、新川下流域ではE類型となっており、全国の一級河川では下位である。
| 河川            | 類型 | 観測地点 | BOD | 河川            | 類型 | 観測地点             | BOD | 河川       | 類型 | 観測地点 | BOD |
| --------------- | ---- | -------- | --- | --------------- | ---- | -------------------- | --- | ---------- | ---- | -------- | --- |
| 庄内川上流      | A    | 瑞浪大橋 | 0.9 | 庄内川中流（2） | D    | 大留橋               | 1.3 | 矢田川下流 | D    | 天神橋   | 2.9 |
| 庄内川中流（1） | B    | 多治見橋 | 1.0 | 庄内川中流（2） | D    | 水分橋               | 3.0 | 堀川       | D    | 港新橋   | 8.1 |
| 庄内川中流（1） | B    | 天ヶ橋   | 1.3 | 庄内川下流      | D    | 枇杷島橋             | 2.5 | 新川下流   | E    | 萱津橋   | 3.1 |
| 庄内川中流（1） | B    | 城嶺橋   | 1.1 | 小里川          | B    | 小里川ダム貯水池基準 | 1.5 | 五条川下流 | E    | 待合橋   | 2.4 |

## 流域の自治体
岐阜県
恵那市、瑞浪市、土岐市、多治見市
愛知県
瀬戸市、春日井市、名古屋市（守山区・北区・西区・中村区・中川区・港区）、清須市、あま市、海部郡大治町

## 主な支流
一級河川のみを下流側から順に記載する。

### 庄内川の支流
| 河川              | よみ                        | 次数    | 管理者                | 主な経過地                                                            | 河川延長 （km） | 備考                           |
| ----------------- | --------------------------- | ------- | --------------------- | --------------------------------------------------------------------- | --------------- | ------------------------------ |
| 庄内川 （土岐川） | しょうないがわ （ときがわ） | 本川    | 中部地方整備局 岐阜県 | 恵那市、瑞浪市、土岐市、多治見市、春日井市、 名古屋市、清須市、大治町 | 96              |                                |
| 新川              | しんかわ                    | 1次支川 | 愛知県                | 北名古屋市、名古屋市、清須市、大治町                                  | 21.8            | 本川の支流は新川の支流を参照。 |
| 矢田川            | やだがわ                    | 1次支川 | 愛知県                | 瀬戸市、尾張旭市、名古屋市                                            | 22.4            |                                |
| 守山川            | もりやまがわ                | 2次支川 | 愛知県 名古屋市       |                                                                       | 2.7             |                                |
| 香流川            | かなれがわ                  | 2次支川 | 愛知県                | 長久手市、名古屋市                                                    | 8.9             |                                |
| 隅除川            | すみよけがわ                | 2次支川 | 愛知県 名古屋市       | 尾張旭市、名古屋市                                                    | 1.9             |                                |
| 天神川            | てんじんがわ                | 2次支川 | 愛知県                | 尾張旭市、名古屋市                                                    |                 |                                |
| 瀬戸川            | せとがわ                    | 2次支川 | 愛知県                | 瀬戸市、尾張旭市                                                      | 6.2             |                                |
| 堀川              | ほりかわ                    | 1次支川 | 名古屋市              | 名古屋市                                                              | 16.2            |                                |
| 新堀川            | しんほりかわ                | 2次支川 | 名古屋市              | 名古屋市                                                              | 5.9             |                                |
| 八田川            | はったがわ                  | 1次支川 | 愛知県                | 小牧市、春日井市、名古屋市                                            | 11.6            |                                |
| 生地川            | いくじがわ                  | 2次支川 | 愛知県                |                                                                       |                 |                                |
| 地蔵川            | じぞうがわ                  | 1次支川 | 愛知県 春日井市       | 春日井市                                                              | 9.52            |                                |
| 新地蔵川          | しんじそうがわ              | 2次支川 | 愛知県                | 春日井市、名古屋市、北名古屋市                                        | 約5             |                                |
| 内津川            | うつつがわ                  | 1次支川 | 愛知県                | 春日井市                                                              |                 |                                |
| 大谷川            | おおたにがわ                | 2次支川 | 愛知県                | 春日井市                                                              |                 |                                |
| 繁田川            | しげたがわ                  | 1次支川 | 愛知県                | 春日井市                                                              |                 |                                |
| 新繁田川          | しんしげたがわ              | 1次支川 | 愛知県 春日井市       | 春日井市                                                              |                 |                                |
| 水野川            | みずのがわ                  | 1次支川 | 愛知県                | 瀬戸市                                                                |                 |                                |
| うぐい川          | うぐいがわ                  | 1次支川 | 愛知県                | 春日井市                                                              |                 |                                |
| 市之倉川          | いちのくわがわ              | 1次支川 | 岐阜県                | 多治見市                                                              | 3.036           |                                |
| 辛沢川            | からさわがわ                | 1次支川 | 岐阜県                | 多治見市                                                              | 3               |                                |
| 大原川            | おおはらがわ                | 1次支川 | 岐阜県                | 多治見市                                                              | 5.062           |                                |
| 大沢川            | おおざわがわ                | 2次支川 | 岐阜県                | 多治見市                                                              | 4.1             |                                |
| 笠原川            | かさはらがわ                | 1次支川 | 岐阜県                | 土岐市、多治見市                                                      | 7.440           |                                |
| 芝草川            | しばくさがわ                | 2次支川 | 岐阜県                | 多治見市                                                              | 0.8             |                                |
| 平園川            | ひらそのがわ                | 2次支川 | 岐阜県                | 多治見市                                                              | 1.482           |                                |
| 富士下川          | ふじしたがわ                | 3次支川 | 岐阜県                | 多治見市                                                              | 1.2             |                                |
| 生田川            | いくたがわ                  | 1次支川 | 岐阜県                | 多治見市、土岐市                                                      | 2.5             |                                |
| 高田川            | たかだがわ                  | 1次支川 | 岐阜県                | 多治見市                                                              | 2.1             |                                |
| 妻木川            | つまぎがわ                  | 1次支川 | 岐阜県                | 土岐市                                                                | 7.855           |                                |
| 前の川            | まえのがわ                  | 2次支川 | 岐阜県                | 土岐市                                                                | 1.113           |                                |
| 裏山川            | うらやまがわ                | 2次支川 | 岐阜県                | 土岐市                                                                | 0.79            |                                |
| 下石川            | おろしがわ                  | 2次支川 | 岐阜県                | 土岐市                                                                | 2.25            |                                |
| 久尻川 大坪川     | くじりがわ おおつぼがわ     | 1次支川 | 岐阜県 土岐市         | 土岐市                                                                | 0.948           |                                |
| 伊野川            | いのがわ                    | 1次支川 | 岐阜県                | 土岐市                                                                | 2.409           |                                |
| 肥田川            | ひだがわ                    | 1次支川 | 岐阜県                | 土岐市                                                                | 13.716          |                                |
| 不動川            | ふどうがわ                  | 2次支川 | 岐阜県                | 土岐市                                                                | 1.527           |                                |
| 日吉川            | ひよしがわ                  | 1次支川 | 岐阜県                | 瑞浪市                                                                | 5.716           |                                |
| 白倉川            | しらくらがわ                | 2次支川 | 岐阜県                | 瑞浪市                                                                | 2               |                                |
| 狭間川            | はざまがわ                  | 1次支川 | 岐阜県                | 瑞浪市                                                                | 0.6             |                                |
| 万尺川            | まんじゃくがわ              | 1次支川 | 岐阜県                | 瑞浪市                                                                | 2.7             |                                |
| 小里川            | おりがわ                    | 1次支川 | 中部地方整備局 岐阜県 | 恵那市、瑞浪市                                                        | 15.606          |                                |
| 萩原川            | はぎわらがわ                | 2次支川 | 岐阜県                | 瑞浪市                                                                | 5               |                                |
| 猿爪川            | ましづめがわ                | 2次支川 | 中部地方整備局        | 瑞浪市                                                                | 1.82            |                                |
| 新田川            | しんでんがわ                | 2次支川 | 中部地方整備局        | 恵那市                                                                | 0.57            |                                |
| 於齟齬川          | おそごがわ                  | 2次支川 | 岐阜県                | 恵那市                                                                | 2.43            |                                |
| 田沢川            | たざわがわ                  | 2次支川 | 岐阜県                | 恵那市                                                                | 1.3             |                                |
| 久保原川          | くぼはらがわ                | 2次支川 | 岐阜県                | 恵那市                                                                | 2.25            |                                |
| 佐々良木川        | ささらぎがわ                | 1次支川 | 岐阜県                | 恵那市、瑞浪市                                                        | 13.191          |                                |
| 中沢川            | なかざわがわ                | 2次支川 | 岐阜県                | 瑞浪市                                                                | 1.8             |                                |
| 椋実川            | むくのみがわ                | 2次支川 | 岐阜県                | 瑞浪市                                                                | 2.7             |                                |
| 藤川              | ふじがわ                    | 1次支川 | 岐阜県                | 恵那市                                                                | 4.9             |                                |
| 洞川              | ほらかわ                    | 1次支川 | 岐阜県                | 恵那市                                                                | 3.1             |                                |

### 新川の支流
新川は庄内川の1次支川とされるが、下記表中では本川とし、以下の支川は新川に対しての次数を示す。
| 河川     | よみ               | 次数                   | 管理者        | 主な経過地                                                                          | 河川延長 （km） | 備考 |
| -------- | ------------------ | ---------------------- | ------------- | ----------------------------------------------------------------------------------- | --------------- | ---- |
| 新川     | しんかわ           | 本川 （庄内川1次支川） | 愛知県        | 北名古屋市、名古屋市、清須市、大治町                                                | 21.8            |      |
| 五条川   | ごじょうがわ       | 1次支川                | 愛知県        | 犬山市、大口町、江南市、一宮市、岩倉市、小牧市、 北名古屋市、稲沢市、清須市、あま市 | 約30            |      |
| 青木川   | あおきがわ         | 2次支川                | 愛知県        | 扶桑町、江南市、岩倉市、一宮市、稲沢市                                              |                 |      |
| 縁葉川   | えんばがわ         | 3次支川                | 愛知県 一宮市 | 一宮市                                                                              |                 |      |
| 境川     | さかいがわ         | 2次支川                | 愛知県        | 大口町、小牧市、岩倉市                                                              |                 |      |
| 矢戸川   | やどがわ           | 3次支川                | 愛知県 大口町 | 大口町、小牧市、岩倉市                                                              |                 |      |
| 巾下川   | はばしたがわ       | 3次支川                | 愛知県        | 大口町、小牧市、岩倉市                                                              |                 |      |
| 半之木川 | はんのきがわ       | 2次支川                | 愛知県        | 犬山市                                                                              |                 |      |
| 水場川   | すいばがわ         | 1次支川                | 愛知県        | 北名古屋市、清須市                                                                  | 約6             |      |
| 鴨田川   | かもたがわ         | 1次支川                | 愛知県        | 北名古屋市                                                                          | 約3             |      |
| 合瀬川   | あいせがわ         | 1次支川                | 愛知県        | 犬山市、扶桑町、大口町、小牧市、北名古屋市、名古屋市                                | 約18            |      |
| 中江川   | なかえがわ         | 2次支川                | 愛知県        | 小牧市、豊山町、北名古屋市                                                          |                 |      |
| 新中江川 | しんなかえがわ     | 3次支川                | 愛知県        | 小牧市、北名古屋市                                                                  |                 |      |
| 原川     | はらかわ           | 2次支川                | 愛知県        | 小牧市                                                                              |                 |      |
| 大山川   | おおやまがわ       | 1次支川                | 愛知県        | 小牧市、春日井市、豊山町、北名古屋市、名古屋市                                      | 約14            |      |
| 新境川   | しんきょうがわ     | 2次支川                | 愛知県        | 小牧市                                                                              |                 |      |
| 西行堂川 | さいぎょうどうがわ | 2次支川                | 愛知県        | 小牧市、春日井市                                                                    |                 |      |
| 池田川   | いけだがわ         | 2次支川                | 愛知県        | 小牧市、春日井市                                                                    |                 |      |
| 外堀川   | そとぼりがわ       | 2次支川                | 愛知県        | 小牧市                                                                              |                 |      |
| 薬師川   | やくしがわ         | 2次支川                | 愛知県        | 犬山市、小牧市                                                                      |                 |      |
| 新造川   | しんぞうがわ       | 2次支川                | 愛知県        | 小牧市                                                                              |                 |      |

## 橋梁

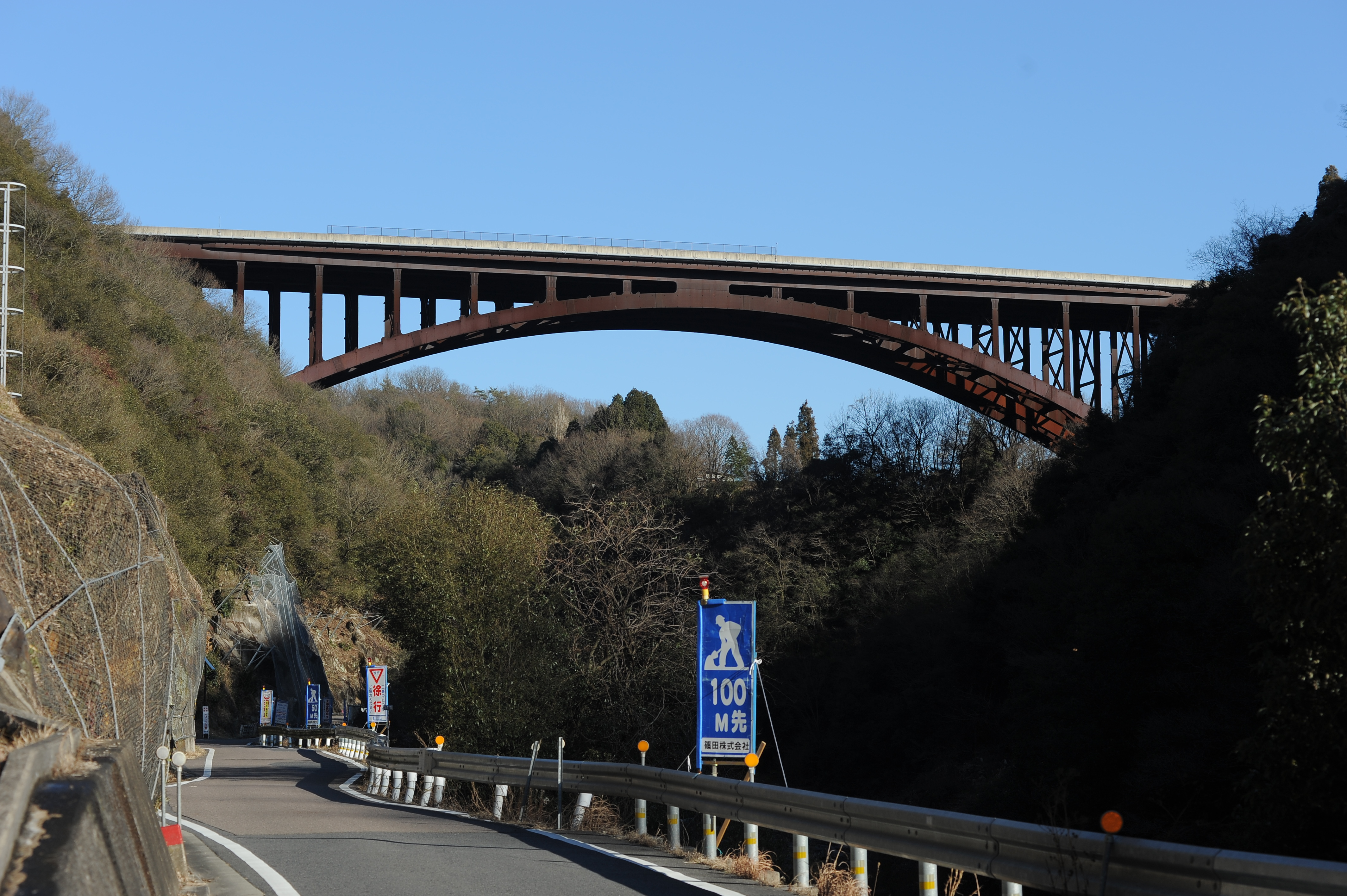
土岐川橋

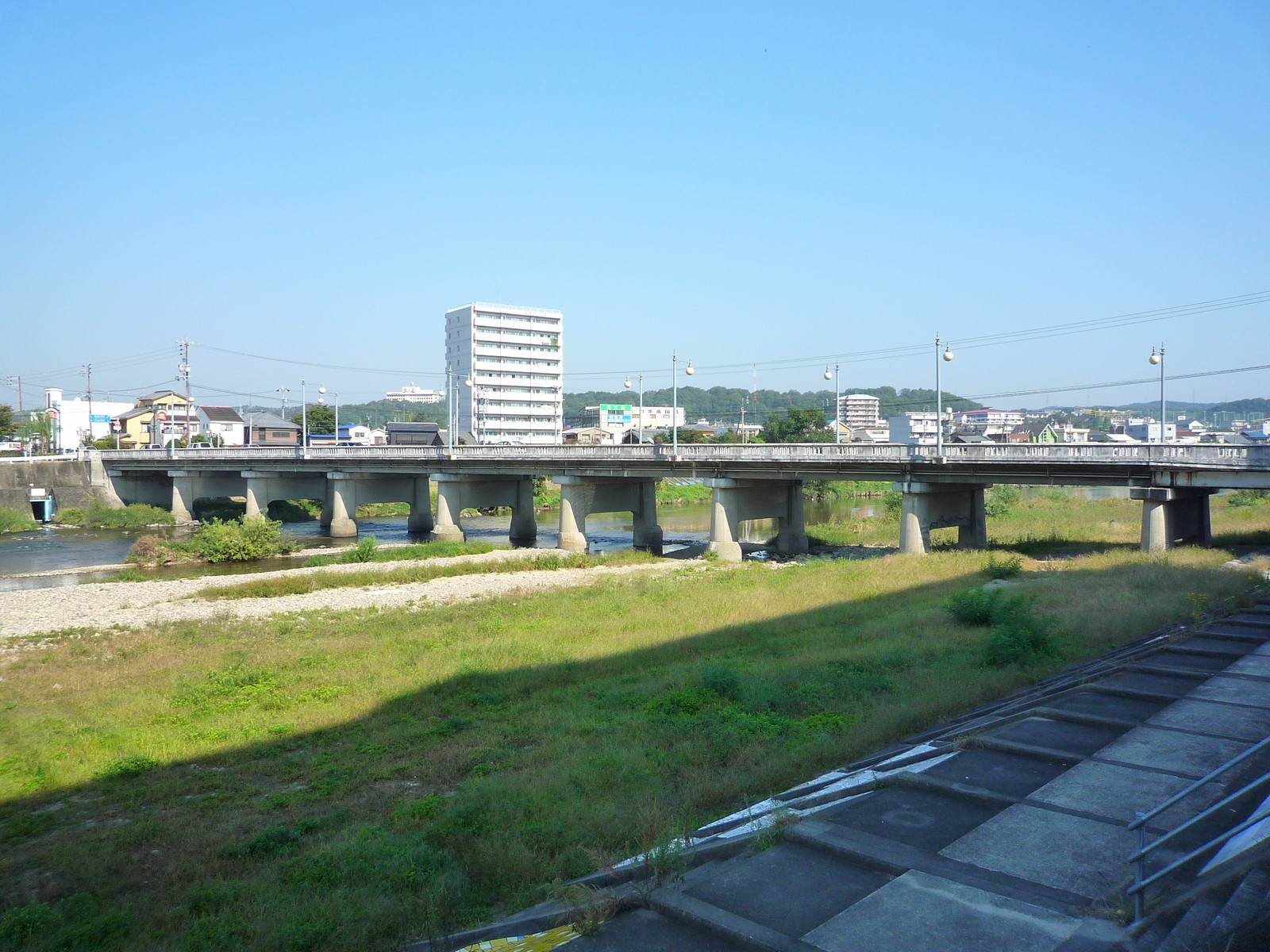
多治見橋

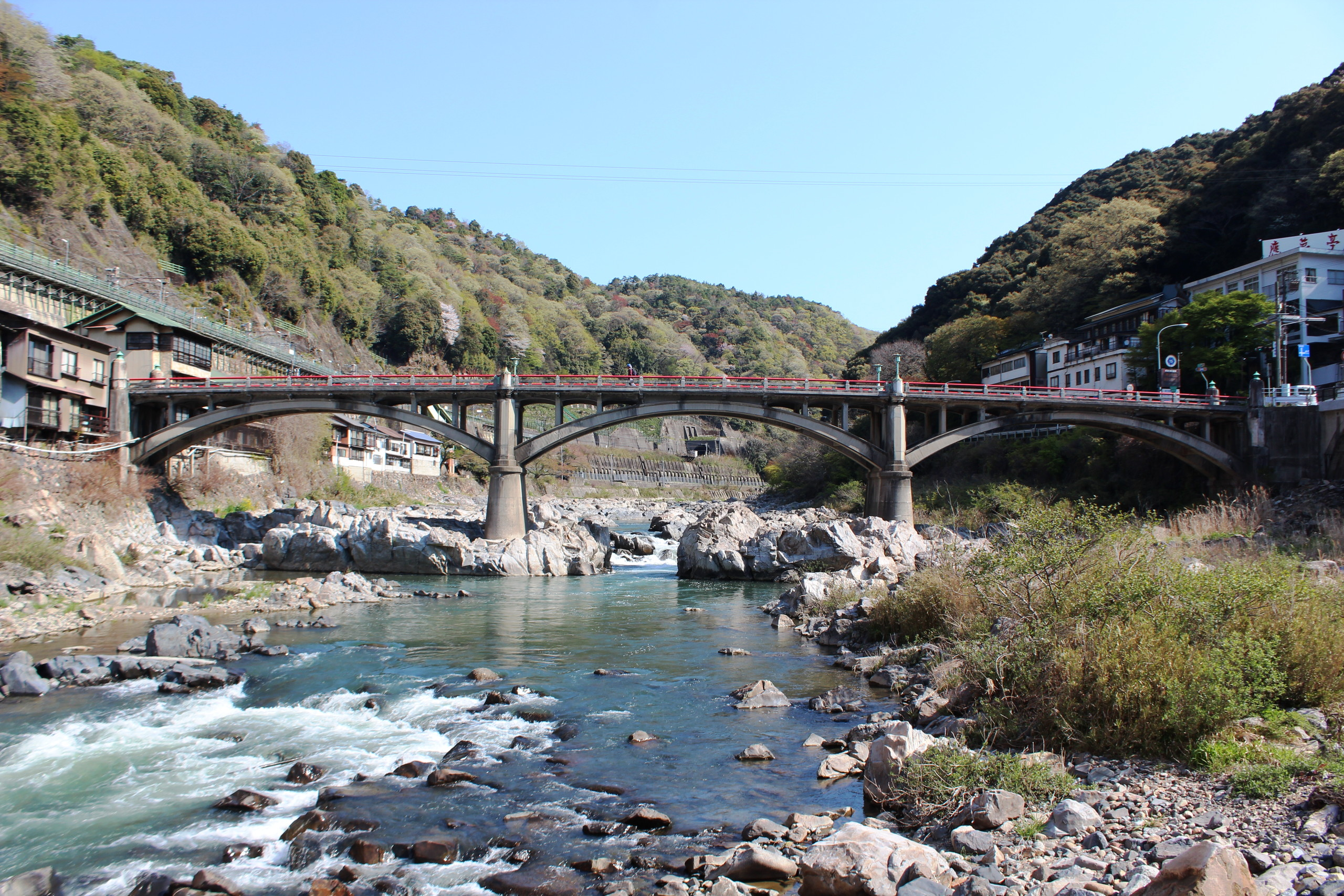
城嶺橋

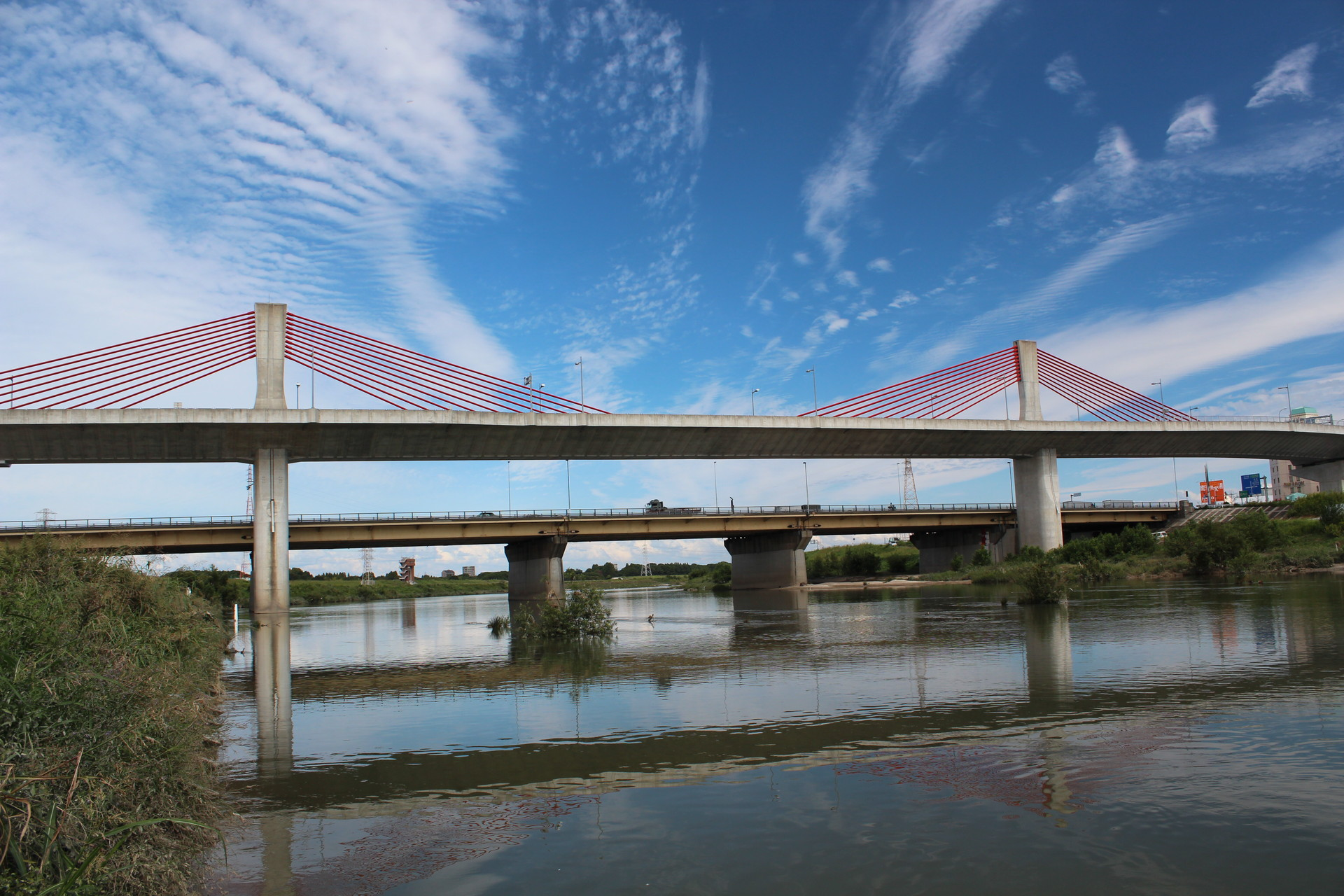
新名西橋（画像手前）と赤とんぼ橋（画像奥）

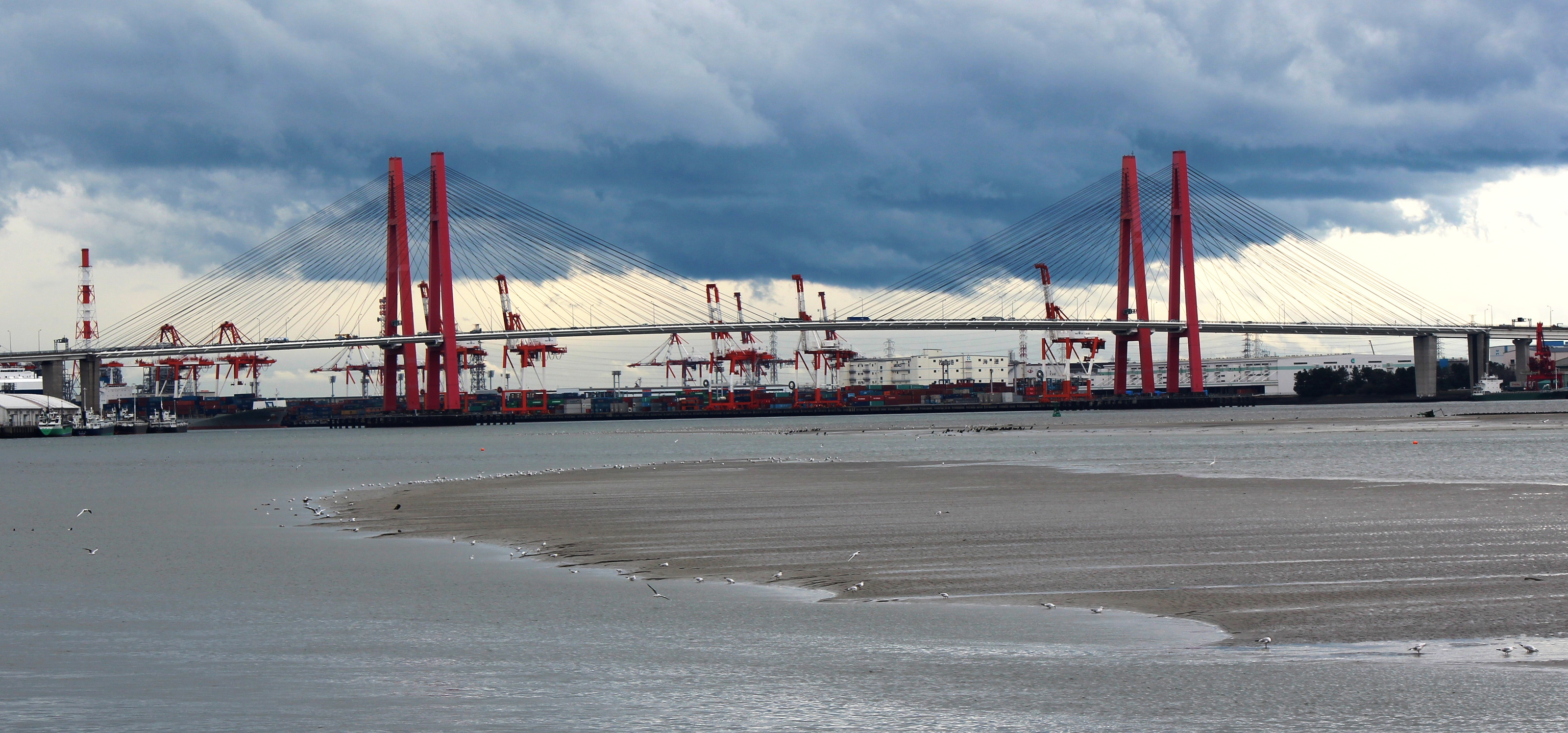
名港西大橋

（水源）
- 野井大橋（岐阜県道66号）
- 野井橋
- 下田橋
- 浜松橋
- 新折坂橋
- 折坂橋（岐阜県道421号）
- 美濃1号橋
- 柳橋（岐阜県道421号）
- 川原田橋
- 洞橋（国道418号）
- 槙平1号橋
- 宮前橋（岐阜県道421号）
- 出合橋
- 宿大橋
- 境橋（岐阜県道421号）
- 駅前大橋
- 大島橋
- 新大島橋（岐阜県道65号）
- 新町屋橋
- 町屋橋
- 鳥ヶ瀬橋
- 釜戸橋
- 白狐橋
- 下沢橋
- 高屋橋
- 神箆大橋（国道19号）
- 中央橋
- 日焼田橋
- 瑞浪大橋（岐阜県道20号）
- 土岐橋
- 明徳橋
- 龍門橋
- 瑞浪橋（岐阜県道386号）
- 松ケ瀬橋
- 小田大橋（国道19号）
- 薬師橋
- 和合橋
- 三共橋
- 新土岐川橋
- 土岐津橋
- 中央橋（岐阜県道69号）
- 永久橋
- 神明橋（岐阜県道19号）
- 土岐大橋（国道19号）
- 土岐川橋（東海環状自動車道）
- 土合橋
- 虎渓大橋（国道19号）
- 記念橋
- 多治見橋（岐阜県道15号）
- 昭和橋
- 陶都大橋
- 国長橋（国道248号）
- 月見橋
- 矢ヶ橋
- 古虎渓橋（岐阜県道123号）
- 諏訪大橋
- 城嶺橋（愛知県道205号）
- 玉野橋
- 鹿乗橋（愛知県道53号）
- 庄内川橋梁（愛知環状鉄道線）
- 愛知用水サイフォン橋
- 東谷橋
- 新東谷橋（国道155号）
- 大留橋
- 志段味橋（愛知県道214号）
- 庄内川橋（東名高速道路）
- 下志段味橋（愛知県道75号）
- 吉根橋（愛知県道213号）
- 庄内川大橋（国道302号）
- 庄内川橋（名古屋第二環状自動車道）
- 松川橋（愛知県道30号）
- 庄内川橋梁（中央本線）
- 勝川橋（国道19号）
- 水分橋（愛知県道102号）
- ふれあい橋（人道橋）
- 名古屋高速1号楠線
- 新川中橋（国道41号）
- 庄内川橋（愛知県道63号）
- 新名西橋（国道22号）
- 赤とんぼ橋（名古屋高速6号清須線）
- 庄内川橋梁（名鉄名古屋本線）
- 枇杷島橋（愛知県道67号）
- 庄内川橋梁（東海道本線）
- 庄内川橋梁（東海道新幹線）
- 豊公橋（愛知県道200号）
- 新大正橋（愛知県道68号）
- 名古屋高速5号万場線
- 万場大橋（愛知県道115号）
- 横井大橋
- 庄内川橋梁（関西本線）
- 庄内川橋梁（近鉄名古屋線）
- 新前田橋（愛知県道29号）
- 大当郎橋
- 一色大橋（国道1号）
- 明徳橋（愛知県道59号）
- 南陽大橋
- 庄内新川橋（国道23号）
- 名港西大橋（伊勢湾岸道）

（河口）

## イベント
都市部を流れる庄内川（土岐川）では、河川敷を利用し、毎年祭りや花火大会などのイベントが開かれている。主なものは以下の通り。
- 瑞浪美濃源氏七夕まつり　みずなみ祈願大花火大会（瑞浪市・8月）[25]
- 炎の祭典土岐市織部まつり　花火大会（土岐市・7月）[26]
- 多治見市制記念花火大会（多治見市・7月）[27]
- 尾張西枇杷島まつり　花火大会（清須市・6月）[28]

## 関連画像
- 土岐市内を流れる土岐川。
- 高座山（春日井市）の南部を流れる庄内川の航空写真（1987年度撮影）。国土交通省 国土地理院 地図・空中写真閲覧サービスの空中写真を基に作成。
- 庄内用水頭首工（名古屋市守山区）。庄内用水および堀川の基点であり、水分橋のすぐ上流にある。
- 庄内川右岸から上流方向。遠方に見えるのは新川中橋（国道41号）と名古屋高速1号楠線と恵那山。
- 庄内緑地の南側にある庄内川の堤防。洗堰になっており、洪水時にはここから庄内緑地に水が流れ込む。
- 藤前干潟。庄内川河口部に所在し、ラムサール条約の登録地となっている。